# Ascidia
Ascidia Linnaeus, 1767 è un genere di organismi tunicati della famiglia Ascidiidae.

## Tassonomia
Comprende le seguenti specie:
- Ascidia achimotae Millar, 1953
- Ascidia ahodori
- Ascidia alisea
- Ascidia alpha Tokioka, 1953
- Ascidia alterna
- Ascidia andamanensis Oka, 1915
- Ascidia archaia
- Ascidia arenosa Hartmeyer, 1898
- Ascidia armata Hartmeyer, 1906
- Ascidia aspera
- Ascidia austera
- Ascidia aximensis
- Ascidia azurea
- Ascidia bathybia
- Ascidia bifissa
- Ascidia bocatorensis
- Ascidia callosa Stimpson, 1852
- Ascidia canaliculata
- Ascidia cannelata Oken, 1820
- Ascidia capillata
- Ascidia caudata
- Ascidia celtica
- Ascidia ceratodes (Huntsman, 1912)
- Ascidia challengeri Herdman, 1882
- Ascidia citrina Nishikawa & Tokioka, 1975
- Ascidia clementea Ritter, 1907
- Ascidia colleta Monniot C. & Monniot F., 1970
- Ascidia collini Bonnet & Rocha, 2011
- Ascidia columbiana
- Ascidia conchilega
- Ascidia conifera (Hartmeyer, 1911)
- Ascidia corallicola Bonnet & Rocha, 2011
- Ascidia correi
- Ascidia curvata (Traustedt, 1882)
- Ascidia decepta
- Ascidia depressiuscula
- Ascidia despecta Herdman, 1880
- Ascidia dijmphniana (Traustedt, 1886)
- Ascidia dorsata Meenakshi & Renganathan, 1999
- Ascidia empheres
- Ascidia escabanae Monniot C., 1998
- Ascidia fictile
- Ascidia fistulosa Monniot C. & Monniot F., 1967
- Ascidia formella Monniot C., 1998
- Ascidia fusca
- Ascidia gamma Tokioka, 1954
- Ascidia gemmata
- Ascidia glabra
- Ascidia hyalina Oka, 1915
- Ascidia iberica
- Ascidia incrassata
- Ascidia indica Meenakshi, 2005
- Ascidia interrupta Heller, 1878
- Ascidia involuta Heller, 1875
- Ascidia irregularis Oka, 1915
- Ascidia kesavanica Meenakshi, 2005
- Ascidia kreagra
- Ascidia krechi Michaelsen, 1904
- Ascidia kuneides
- Ascidia lagena
- Ascidia lambertae Monniot F., 2007
- Ascidia latesiphonica
- Ascidia liberata
- Ascidia limpida
- Ascidia longistriata Hartmeyer, 1906
- Ascidia macropapilla Millar, 1982
- Ascidia malaca
- Ascidia matoya
- Ascidia mediterranea
- Ascidia melanostoma
- Ascidia mentula Müller, 1776
- Ascidia meridionalis Herdman, 1880
- Ascidia molguloides
- Ascidia monnioti Bonnet & Rocha, 2011
- Ascidia multitentaculata (Hartmeyer, 1912)
- Ascidia munda
- Ascidia muricata
- Ascidia nerea
- Ascidia nordestina Bonnet & Rocha, 2011
- Ascidia nuda Nishikawa, 1986
- Ascidia obliqua Alder, 1863
- Ascidia obocki Sluiter, 1905
- Ascidia occidentalis
- Ascidia ornata
- Ascidia pacifica
- Ascidia panamensis Bonnet & Rocha, 2011
- Ascidia papillata Bonnet & Rocha, 2011
- Ascidia papillosa Tokioka, 1967
- Ascidia parasamea
- Ascidia paratropa (Huntsman, 1912)
- Ascidia paulayi Bonnet & Lotufo, 2015
- Ascidia perfluxa
- Ascidia placenta Herdman, 1880
- Ascidia polytrema
- Ascidia prolata
- Ascidia prona Monniot C. & Monniot F., 1994
- Ascidia prunum O. F. Mueller, 1776
- Ascidia pygmaea Michaelsen, 1918
- Ascidia retinens
- Ascidia retrosipho
- Ascidia saccula
- Ascidia sagamiana Tokioka, 1953
- Ascidia salvatoris
- Ascidia samea
- Ascidia santosi Millar, 1958
- Ascidia savignyi Hartmeyer, 1915
- Ascidia scaevola
- Ascidia scalariforme Bonnet & Rocha, 2011
- Ascidia spinosa
- Ascidia stenodes Millar, 1962
- Ascidia stewartensis
- Ascidia syneiensis Stimpson, 1855
- Ascidia sulca Monniot C., 1991
- Ascidia sydneiensis Stimpson, 1855
- Ascidia tapuni
- Ascidia tenera Herdman, 1880
- Ascidia tenue Monniot C., 1983
- Ascidia thompsoni
- Ascidia translucida Herdman, 1880
- Ascidia tricuspis
- Ascidia tritonis
- Ascidia trunca
- Ascidia tuticoriensis Meenakshi, 2005
- Ascidia unalaskensis (Ritter, 1913)
- Ascidia urnalia
- Ascidia vermiformis (Ritter, 1913)
- Ascidia virginea
- Ascidia viridina Paiva et al., 2015
- Ascidia willeyi
- Ascidia xamaycana Millar & Goodbody, 1974
- Ascidia zara
- Ascidia zyogasima Tokioka, 1962